# IJsseloog
IJsseloog (deutsch Ijsselauge) ist eine künstliche Insel im niederländischen Binnensee Ketelmeer, die als Deponie für Schlamm aus dem Ketelmeer angelegt wurde. Die eigentliche Deponie erscheint als kreisrunder See mit 865 bis 869 Metern Durchmesser und 59 Hektar Fläche inmitten der rund zwei Kilometer langen, eiförmigen Insel, welche etwa halb so breit wie das Ketelmeer an dieser Stelle selbst ist. Ihr Name ist von der IJssel abgeleitet, die das Ketelmeer durchfließt.
Der Boden des Ketelmeeres ist stark kontaminiert, der Rhein lagerte hier über seinen Mündungsarm IJssel über Jahre Schadstoffe ab. Um diesen Schlamm aufzunehmen, wurde zwischen 1996 und 1999 die Deponie errichtet. Die fast kreisrunde Deponie hat eine Tiefe von 34 (Durchschnitt) bis 45 (Maximum) Metern und ein Fassungsvermögen von 20 Millionen Kubikmetern.
Unmittelbar östlich von IJsseloog wurden noch zwei weitere Inseln  als Natur- und Erholungsgebiet angelegt (Hanzeplaat mit einer Fläche von 30 Hektar, und Schokkerbank). Wasservögel wie Schwäne, Gänse, Löffler, Enten und Haubentaucher bevölkern diese Inseln.
IJsseloog und die beiden Nebeninseln gehören zur Stadt Dronten, speziell zum Teilgebiet Wijk und Buurt Buitengebied Dronten.